# Байрак (Чутівський район)
Байрак — село, Скибівська сільська рада, Чутівський район, Полтавська область, Україна.
Село ліквідоване 1990 року.

## Географія
Село Байрак розташовувалося за 0,5 км від села Воєводське та за 2-а км від села Скибівка. Селом протікав струмок, що пересихав, із загатою. Село мало власний водогін, бо розташовувалося на височині, звідки колодязну воду було не дістати через велику глибину.